# Chronologie des événements dans l'affaire Michaud
Pour un article plus général, voir Affaire Michaud.
Cet article présente une chronologie des événements dans l'Affaire Michaud.

## 2000
- Le 28 septembre, Robert Perreault, député de la circonscription de Mercier et ministre des Relations avec les citoyens et de l'Immigration annonce sa démission, effective à compter du 6 octobre 2000.
- Le 14 février, trois cents personnes réunies au Musée des beaux-arts de Montréal soulignent la contribution d'Yves Michaud à la vie publique québécoise.
- Le 29 juin, par décret du gouvernement du Québec, une commission est chargée de tenir des États généraux sur la situation et l'avenir de la langue française.
- Le 5 décembre, Yves Michaud passe en entrevue à l'émission Bonjour Montréal, animée par Paul Arcand sur les ondes de la station de radio CKAC de Montréal. L'entrevue porte sur les idées exprimées dans son nouveau livre et la rumeur de son retour en politique active.
- Le 11 décembre, parution du livre Paroles d'un homme libre d'Yves Michaud chez VLB éditeur, collection Partis pris actuels.
- Le 12 décembre, Yves Michaud annonce qu'il accepte d'être candidat à l'investiture de la circonscription de Mercier pour le Parti québécois (PQ) en vue des élections partielles visant à remplacer le député démissionnaire Robert Perrault. La journée même, Robert Libman, directeur de la division québécoise du B'nai B'rith Canada, émet un communiqué dans lequel il presse les électeurs de la circonscription de Mercier de rejeter la nomination d'Yves Michaud comme candidat du PQ.
- Le 13 décembre, Yves Michaud fait une allocution et dépose un mémoire à la Commission des États-Généraux sur la situation et l'avenir de la langue française.
- Le 14 décembre, les députés de l'Assemblée nationale du Québec adoptent unanimement et sans débat une résolution concernant Yves Michaud dans laquelle ils condamnent les propos qu'il aurait proférés lors d'une audience publique tenue le 13 décembre à Montréal dans le cadre des États-Généraux sur la situation et l'avenir de la langue française.
- Le 19 décembre, le quotidien montréalais La Presse fait paraître en page A 15 une transcription des propos tenus par Yves Michaud les 5 et 13 décembre.

## 2001
- Le 11 janvier, Lucien Bouchard annonce sa démission du poste de premier ministre du Québec et à la présidence du Parti Québécois.
- Le 14 janvier, Yves Michaud fait annonce publiquement qu'il abandonne sa candidature à l'investiture du PQ dans la circonscription de Mercier.
- Le 8 février, Marc Angenot, professeur à l'Université McGill, qualifie d'« antisémites » les propos présumés d'Yves Michaud au cours de l'émission de télévision Les mots-pièges diffusée à Radio-Canada. La citation exacte est « M. Michaud avait le droit de tenir des propos antisémites, j'ai le droit de les trouver abjects ».
- Le 3 mars, Bernard Landry, député de la circonscription de Verchères, est élu président du Parti Québécois.
- Le 8 mars, Bernard Landry est nommé et assermenté premier ministre du Québec.
- Le 21 mars, l'avocat d'Yves Michaud, Me Jacques Carey, dépose en Cour supérieure une Requête en réclamation de dommages et intérêts pour diffamation contre Marc Angenot.
- Le 9 avril, la candidate libérale Nathalie Rochefort est élue députée de la circonscription de Mercier.
- Le 29 avril, les membres de l'Association Solidarité Yves Michaud tiennent une assemblée publique dans l'une salle de l'Université du Québec à Montréal (UQAM).
- Le 3 mai, une première pétition en redressement des griefs d'Yves Michaud est déposée à l'Assemblée nationale.
- Le 16 juin, les quatre cents délégués du Parti québécois réunis en conseil national adoptent une résolution demandant au gouvernement de faire modifier les règles de l'Assemblée nationale afin que jamais plus un citoyen ne subisse un vote de blâme pour avoir exprimé une opinion. Seulement trois délégués votent contre la résolution.
- Le 8 août, l'avocat d'Yves Michaud, Me Jacques Carey, dépose en Cour supérieure une Requête en réclamation de dommages et intérêts pour diffamation contre Communication Gratte-Ciel Limitée, propriétaire de l'hebdomadaire ICI vivre à Montréal et Robert Lévesque, journaliste, auteur d'un texte contenant des allégations jugées diffamatoires par le requérant. La réclamation s'élève à 90 000 dollars de dommages moraux et matériels plus 5 000 dollars de dommages exemplaires.
- Le 13 décembre, une seconde pétition en redressement de griefs d'Yves Michaud est déposée à l'Assemblée nationale.
- Le 19 décembre, l'avocat d'Yves Michaud, Me Jacques Carey, adresse une mise en demeure au quotidien The Gazette dans laquelle il exige que soient publiquement rétractés des propos jugés diffamatoires tenus par Don Macpherson dans un article du 4 décembre intitulé Landry and his friends.

## 2002
- Le 15 février, l'avocat d'Yves Michaud, Me Jacques Carey, dépose en Cour supérieure une Requête en réclamation de dommages et intérêts pour diffamation contre la corporation The Montreal Gazette et le journaliste Don Macpherson. La réclamation s'élève à 90 000 dollars de dommages moraux et matériels plus 5 000 dollars de dommages exemplaires.
- Le 12 mars, Jean-Pierre Charbonneau, ministre responsable de la Réforme parlementaire, écrit une lettre à Yves Michaud pour lui annoncer son intention de promouvoir une modification du Règlement de l'Assemblée nationale ayant trait aux « motions de blâme à l'encontre d'une personne qui n'est pas députée ».
- Le 2 mai, le juge de la Cour du Québec Antonio De Michele rend un jugement dans lequel il rejette la requête d'Yves Michaud contre Marc Angenot.
- Le 30 mai, une commission parlementaire discute de la proposition promue par le député Jean-Pierre Charbonneau.
- Le 7 juin, la Cour d'appel du Québec accède à la requête d'Yves Michaud d'interjeter appel du jugement rendu par l'honorable juge Antonio De Michele de la Cour du Québec dans la cause en diffamation qu'il a instruite contre Marc Angenot.

## 2003
- Le 10 septembre, la Cour d'Appel du Québec rend un jugement défavorable à Yves Michaud dans l'affaire contre Marc Angenot.
- Le 11 décembre, Yves Michaud dépose, en Cour supérieure, une demande en jugement déclaratoire.

## 2004
- Le 22 août, tenue de l'assemblée annuelle des membres de Solidarité Yves Michaud.
- Le 2 décembre, le juge Jean Bouchard de la Cour supérieur de Québec entend la cause d'Yves Michaud (Michaud c. Bissonnette)

## 2005
- Le 13 janvier, l'honorable juge Jean Bouchard de la Cour supérieure rend un jugement dans lequel il rejette la requête d'Yves Michaud.
- Le 10 février, le procureur d'Yves Michaud, Me André Bois, interjette appel du jugement de la Cour supérieure rendu par l'honorable juge Jean Bouchard le 13 janvier.

## 2006
- Le 5 septembre, le procureur d'Yves Michaud, Me André Bois, effectue une demande d'autorisation d'appel à la Cour suprême du Canada.
- Le 23 novembre, la Cour suprême du Canada annonce son intention de ne pas entendre la cause d'Yves Michaud contre l'Assemblée nationale.